# NGC 5644
NGC 5644 este o galaxie lenticulară situată în constelația Boarul. A fost descoperită în 11 iunie 1880 de către Édouard Stephan⁠(d). Se află la o distanță de 109,37 megaparseci de Pământ.